# Tõstamaa
Tõstamaa (tyska: Testama) är en ort i Estland. Den ligger i Tõstamaa kommun och landskapet Pärnumaa, i den sydvästra delen av landet, 130 km söder om huvudstaden Tallinn. Tõstamaa ligger 13 meter över havet och antalet invånare är 639.
Terrängen runt Tõstamaa är platt. Havet är nära Tõstamaa åt sydväst.  Tõstamaa är det största samhället i trakten.